# الزراعة في مدغشقر

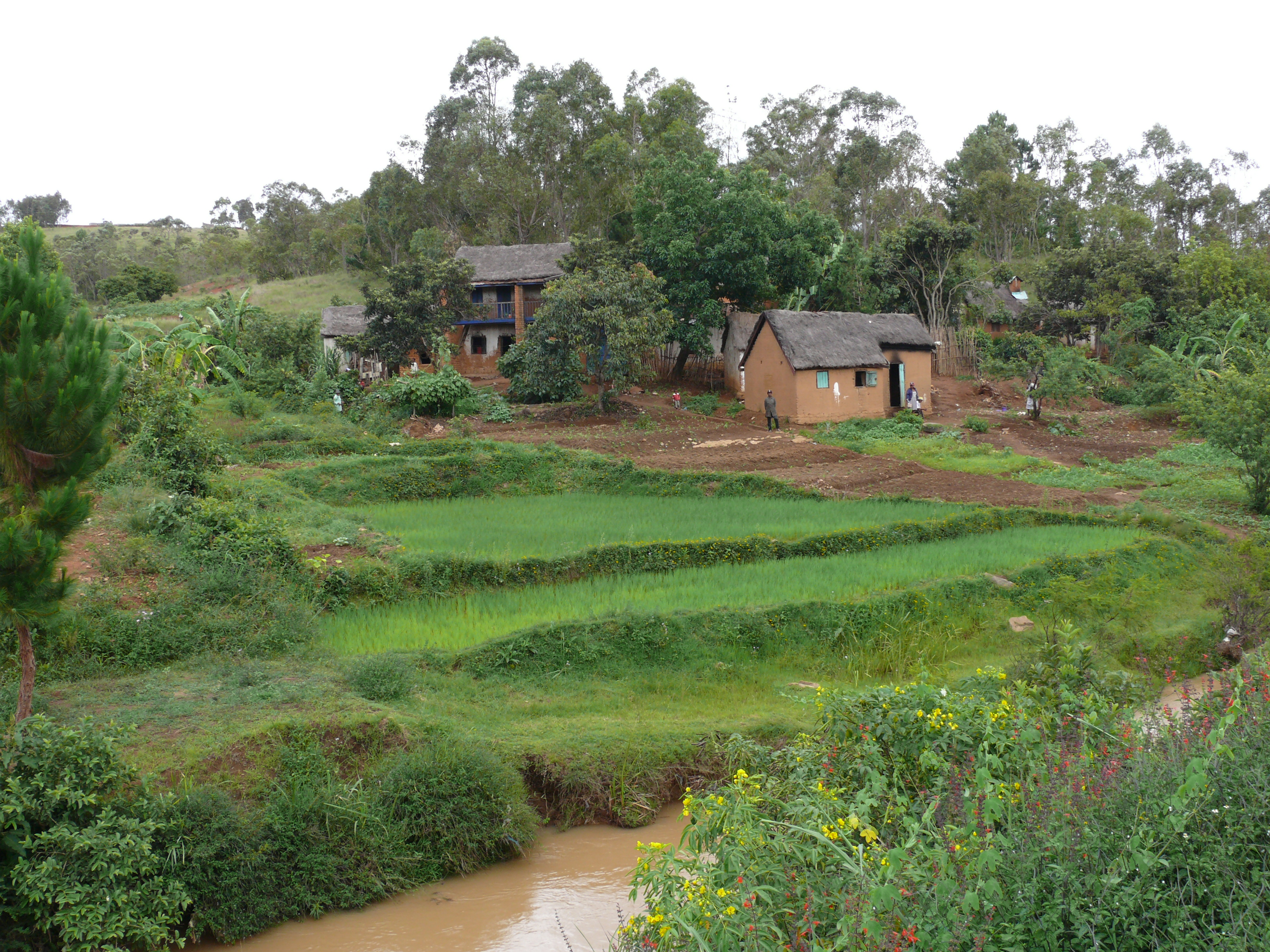

توظف الزراعة غالبية السكان في مدغشقر. ولأنها تشمل بشكل رئيسي أصحاب المزارع الصغيرة، فقد شهدت الزراعة مستويات مختلفة من تنظيم الدولة، إذ انتقلت من سيطرة الدولة إلى القطاع الحر.
يُعتبر الأرز المُنتج الرئيسي والمحصول المُصدّر الرئيسي في مدغشقر. ويُزرع في نسق مدرجات أرز في الهضبة المركزية في مدغشقر. تتضمن محاصيل المؤن الرئيسية الأخرى الكسافا، والذرة، والبطاطا الحلوة، بينما تُصدَّر القهوة، والقرنفل، والفانيلا، وباقي المحاصيل الربحية.
بالنسبة للماشية، يُمثل حيوان الدرباني معظم القطيع الحيواني، وتُربى الخنازير والخراف والدواجن أيضا. ويُعتبر صيد الأسماك شائعاً، وهناك أهمية متزايدة بتربية الأحياء المائية.
شهدت مدغشقر معدلاً عالياً من إزالة الغطاء النباتي، كما أن الاستخراج غير القانوني لأصناف ثمينة من الأخشاب مثل الماهوغوني والأنبوس، وخشب الورد يهدد المواقف المحلية. فرضت أساليب الزراعة التقليدية المائلة للقطع والحرق (تافي) مع النمو السكاني ضغطاً متزايداً على النباتات الطبيعية والمتنوعة للغاية في مدغشقر.

## المواسم والجغرافيا
تتأثر الزراعة في مدغشقر بالهطول المطري الغزير على الجزيرة، والوافر بكثرة على الساحل الشرقي، في حين تتناقص الأمطار بشدة على الهضاب، ويهطل أقل من 500 ميلليمتر سنوياً في الجنوب والجنوب الغربي. يبدأ موسم الزراعة الرئيسي مع الأمطار الأولى في أكتوبر – نوفمبر. يتنوع تقويم المحاصيل بشكل كبير من منطقة لأخرى اعتماداً على التغير الكبير في الظروف المناخية والتربة والارتفاع.

## إحصائيات الزراعة
هناك 2.4 مليون مزرعة في مدغشقر معظمهم ملك أصحاب المزارع الصغيرة. يتميز هذا القطاع من المزارع بأنه لا يتجاوز 1.3 مليون هيكتار في المتوسط، وهو مجزأ (الأمر الذي يعوق الإنتاج)، ويتميز أيضاً بتنوع كبير في المحاصيل، وممارسات واسعة النطاق، وأصناف تقليدية، ومعدات وبنى تحتية محدودة، وضعف التحكم في المياه، إذ يُنتج بالكاد ما يكفي لإطعام الأسرة.
والإنتاج الزراعي غير مقيد بقلة الأراضي الزراعية. ففي الواقع، من ضمن 41 مليون هيكتار من الأراضي الزراعية، فإن 3.5 مليون هيكتار فقط صالحة للزراعة سنوياً، ويستخدم الباقي كمناطق للمراعي (37.3 مليون هيكتار) ومنطقة للغابات (13 مليون هيكتار). ينبغي ري مساحة قدرها 1.5 مليون هيكتار من الأراضي الزراعية، في حين أن 1.1 مليون هيكتار هي المساحة المروية بطريقة ما، مع وجود مساحات شاسعة تحتاج إعادة استصلاح واستثمار.
يُمثل إنتاج المحاصيل الغذائية أهم قطاع زراعي فرعي مسؤول عن حوالي 75% من المساحة المزروعة (2009). يُعتبر الأرز المحصول الغذائي الأساسي، إذ يغطي 1.34 مليون هيكتار عبر كامل البلد، باستثناء وجود بعض المناطق شبه القاحلة وفي الجنوب والجنوب الغربي مروية بكلا نظامي الري المطري والبشري. تتضمن المحاصيل الغذائية الأخرى الذرة (تنمو بشكل رئيسي في الجنوب والمنطقة المركزية الشرقية)، والكسافا، والذرة الرفيعة (في الجنوب)، بالإضافة إلى الفاصولياء والفستق والبطاطا الحلوة وتنوع كبير في الخضروات. يُعتبر الكسافا عنصراً مهماً في إستراتيجية الحد من المخاطر التي تهدد أصحاب المزارع الصغيرة لأنها تتحمل الجفاف وتقاوم الأمراض. تُعتبر الكسافا والبطاطا الحلوة والذرة المصدر الرئيسي للسعرات الحرارية في موسم الانحدار (من سبتمبر إلى يناير). يُزرع الفستق في الترب الرملية في معظم المواقع ويجلب فائدة كبيرة على دخل وغذاء المنازل المحلية. المحاصيل الربحية الرئيسية هي القطن، والفانيلا، والقهوة، وثمرة ليتشي، والفلفل، والتبغ، والفستق، وقصب السكر، وليف السيزال، والقرنفل، والإيلانغ-إيلانغ.

## الزراعة المتنقلة
تتنوع طرائق الزراعة التقليدية من مجموعة عِرقية أو موقع محدد لآخر اعتماداً على الكثافة السكانية والمناخ والمخزون المائي. تُمارس الأشكال الأكثر فاعلية من الزراعة بين مجموعات بتسيليو ومرينا في الهضاب المركزية حيث تكون الكثافة السكانية في أوجها. في الطرف الآخر تماماً، تنتشر طرائق القطع والحرق بشكل واسع للتخلص من الأغصان وممارسة الزراعة المتنقلة في الجنوب والشرق.
في مناطق الغابات على الساحل الشرقي، تُمارس شعوب البتسيميسراكا والتانالا استزراع الأرز المروي حين المستطاع. ومع ذلك، المبدأ السائد لاستعمال الأراضي هو الزراعة المتنقلة باستخدام طريقة القطع والحرق المعروفة باسم (تافي). تُقطع الأشجار والأغصان الصغيرة وتُترك لتجف، ثم تُحرق قبيل موسم الأمطار. تُزرع المساحة الخالية الجديدة غالباً بمقدار وافر من الأرز والذرة. تصبح الحقول راقدة عادةً بعد سنين أو ثلاثة من الزراعة وتُغطى تدريجياً بنباتات ثانوية تسمى ساموكا. بعد عشر أو اثني عشر سنة، يمكن أن تُزرع المنطقة من جديد.
أعلنت الحكومة أن طريقة القطع والحرق غير قانونية بسبب أنها تدمر الغابة وباقي الغطاء النباتي، وتعزز التعرية النباتية. تقدم الحكومة مساعداتها للمزارعين الذين يجهزون حقول الأرز، بمقابل ذلك، يُغرّم أولئك الذين يمارسون القطع والحرق، أو يسجنون في أقصى الحالات. على الرغم من العقوبات والغضب الشديد من وكلاء الغابات، فإن طريقة القطع والحرق تستمر ممارستها. حتى أولئك الذين يزرعون الحقول الرطبة يمارسون القطع والحرق أحياناٌ على الجانب.
تُعتبر دورة زراعة المحاصيل عند القطع والحرق أقصر من دورة زراعة الأرز المروي، وتعلّم الناس نتيجة سنوات من الخبرة أنها أحد أشكال التأمين القليلة ضد الجفاف الذي يحدث كل ثلاث سنوات تقريباً. علاوة على ذلك، فإن المنحدرات الوعرة والأمطار الغزيرة غير المنظمة تجعل من الصعب الحفاظ على أنظمة الري ميسورة التكلفة التي يمكن التحكم بها.
يُمارس نظام شبيه بالزراعة المتنقلة في المناطق القاحلة قليلة السكان في أقصى الجنوب والجنوب الغربي. تُحرق الأغصان الجافة أو المراعي، ويُزرع مكانها الذرة أو الذرة المقاومة للرطوبة في الرماد. في مناطق أنتاندروي وبعض مناطق مهافالي، تُزرع المواد الغذائية الأساسية للعيش مثل الكسافا، والذرة، والفاصولياء، والذرة الريفية حول القرى في الحقول الدائمة المحاطة بالتحوطات.

## أنواع المنتجات

### الأرز
لعل شعب البتسيليو هم مزارعو الأرز التقليديين الأكثر كفاءة، إذ إنهم يبنون حقول الأرز على مدرجات تصاعدية ضيقة على أطراف الوديان شديدة في الجزء الجنوبي من المرتفعات الوسطى، مما يخلق منظراً طبيعياً معقداً يُذكِّر بإندونيسيا أو الفلبين. تستخدم أنظمة الري كل الماء المتاح، والذي يتدفق عبر قنوات ضيقة من مسافات بعيدة. بعض حقول الأرز لم تعد تغطي سوى بضع أمتار مربعة قليلة من المحصول، وتُزرع تلك المسافات التي لا يمكن ريها بمحاصيل جافة فقط.
يمكن أن ينمو محصولي أرز سنوياً في أجزاء الهضاب المركزية، يستخدم شعب البتسيليو أنواع عديدة من الأصناف المحلية التي يمكن أن تُبذر في أوقات مختلفة، مستخدمين الري لإنماء الأنواع الأخرى. غالباً ما تمثل الحقول المحيطة بقرية بتسيليو رقعة شطرنج من قِطع الأرض الصغيرة في مراحل مختلفة من دورة المحصول.

### الماشية وصيد السمك
تنتشر تربية المواشي بكثرة، إذ إن حوالي 60% من العوائل الريفية تعتمد عليها في دخلهم. يسيطر الإنتاج الحيواني بشكل واسع عن طريق تربية الماشية والخنازير والدواجن. هناك أيضاً تزايد في تربية الدواجن بطريقة حديثة حول المدن الرئيسية. في 2008، بلغت الثروة الحيوانية 9.7 مليون رأس من الماشية، ومليوني رأس من الأغنام والماعز، و1.4 مليون خنزير، و26 مليون حيوان داجن. بشكل عام، قُدّر إنتاج اللحوم بحوالي 251.000 طن، والحليب 530.000 طن، وبيض الدجاج 19.000 طن. تُستخدم حيوانات الدرباني أيضاً في الأعمال الزراعية لحراثة حقول الأرز وسحب العربات. يعد ارتفاع معدل انتشار المرض العائق الرئيسي الذي يقوض زيادة الإنتاج. على سبيل المثال، يعد مرض نيوكاستل مشكلة عصيبة بالنسبة للدواجن، كما أن الجمرة الخبيثة تصيب الماشية، وتؤثر حمى الخنازير الكلاسيكية والأفريقية على الخنازير، بشكل عام، تعتبر فعالية هذا القطاع الفرعي ضعيفة باستثناء (الحليب والحيوانات والصغيرة).

### الأخشاب
تتواجد مجموعة كبيرة من خشب الأنبوس وخشب الورود والماهوجني على الساحل الشرقي. في عام 2009، قُطع 25 مليون متر مكعب تقريباً من الأشجار (880x106 قدم مكعب). تُنتج الأخشاب من الغابات الطبيعية، وتُستهلك بالكامل تقريباً محلياً للوقود والبناء. تؤدي حرائق بوش وقطع الأشجار غير القانوني إلى تفاقم في خسارة الغابات، والتي تبلغ مساحتها 330.000 هيكتار (820.000 فدان) في السنة.

## السياسة والتنمية
قدرت إحصائية عام 1984-1985 الزراعية عدد السكان بحوالي 8-7 مليون نسمة يعيشون في المناطق الريفية، وأن 65% من السكان النشطين داخل هذه المناطق يعيشون على وسائل الإعاشة الأساسية. أشارت الإحصائية أيضاً أن متوسط حجم المزرعة يبلغ 1.2 هيكتار، على الرغم أن أراضي الأرز المروية في الهضاب المركزية كانت 0.5 هيكتار. 5.2% فقط (3 مليون هيكتار) من إجمالي أراضي البلد البالغة 58.2 مليون هيكتار فقط هي أراضي مزروعة، أقل من مليوني هيكتار تُزرع على الدوام. تُعتبر الزراعة ذات أهمية حيوية لاقتصاد مدغشقر، إذ توفر حوالي 80% من الصادرات، وتشكل 33% من الناتج المحلي الإجمالي في عام 1993. وفي عام 1992، استُخدمت 80% من القوة العاملة. علاوة على ذلك، فإن 50.7% (300.000 كيلومتر مربع) من إجمالي مساحة اليابسة البالغة 592.000 كيلومتر مربع تدعم تربية الماشية، بينما يتم ري 16% (484.000 هيكتار) من الأراضي المزروعة.